# Vacanze in Argentina
Vacanze in Argentina è un film del 1960 diretto da Guido Leoni.

## Trama
Marchesi è un ricco emigrato italiano in Argentina, che ha ucciso in un incidente automobilistico un uomo. Decide così di lasciare tutta la sua eredità alle due figlie e alla nipote dell'uomo, convocandole a Buenos Aires. Ritrovata la propria serenità, Marchesi si abbandona al fascino di una bellissima vedova.

## Curiosità
La sigla del celebre programma meteorologico Che tempo fa?, condotto dal Col. Bernacca, venne tratta dalla colonna sonora di questo film.